# Adam Jahn
Adam Jahn (El Macero, 5 gennaio 1991) è un ex calciatore statunitense, di ruolo attaccante.

## Caratteristiche tecniche
È un centravanti.

## Palmarès

### Club

#### Competizioni nazionali
- Commissioner's Cup: 1

Phoenix Rising: 2019